# Donax culter
Donax culter is een tweekleppigensoort uit de familie van de Donacidae. De wetenschappelijke naam van de soort is voor het eerst geldig gepubliceerd in 1845 door Hanley.